# IC 2794
IC 2794 је појединачна звијезда у сазвјежђу Лав која се налази на листи објеката дубоког неба у Индекс каталогу.
Деклинација објекта је + 12° 47' 29" а ректасцензија 11h 24m 3,6s.